# Jean-Luc Lagardère
Pour les articles homonymes, voir Lagardère.
Jean-Luc Lagardère, de son vrai nom Jean Lucien Lagardère, né le 10 février 1928 à Aubiet, dans le Gers, et mort le 14 mars 2003 à l'hôpital Lariboisière, à Paris 10e, est un chef d'entreprise, industriel et patron de presse français.
Son fils unique, Arnaud Lagardère, a pris sa succession à la tête du groupe Lagardère qu'il dirigeait.

## Biographie

### Débuts
Jean-Luc Lagardère, né le 10 février 1928 à Aubiet dans le Gers, est le fils d'André Lagardère, ingénieur, et de Marthe Fourcade. Il part à Paris à l’âge de douze ans pour suivre son père, fonctionnaire, nommé à la direction financière de l’Onera. Il prépare les concours d’entrée à Navale et à Supélec au lycée Saint-Louis. Il intègre Supélec le 8 novembre 1949 et en ressort diplômé en 1951 après avoir fait un stage d’été en Suède. Il commence sa carrière au début de 1952 chez Dassault Aviation, responsable d’un département d’électronique.

### Matra
En 1962, il est approché par le président de Matra, Marcel Chassagny, qu’il connaît, pour devenir son second. C’est en total accord avec l’actionnaire principal Sylvain Floirat (qui l’intronisera aussi à Europe 1) que le 2 janvier 1963 Marcel Chassagny confie les rênes de Matra à Jean-Luc Lagardère, qui est nommé directeur général. Matra est à l’époque une société électronique modeste dont le chiffre d’affaires s'élève en 1962 à 68 millions de francs. Elle travaille principalement dans les domaines militaire et spatial depuis 1961.

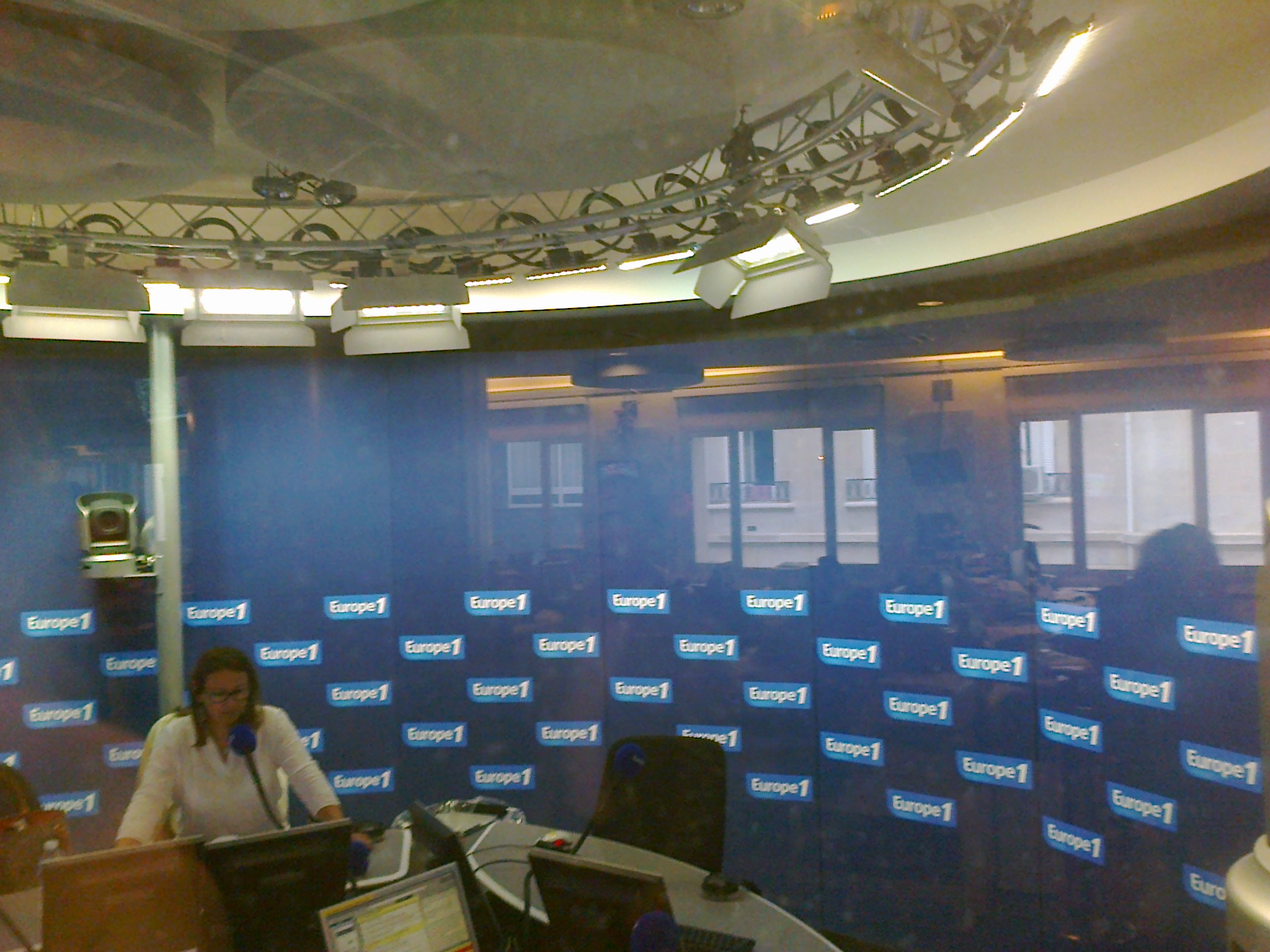
Lagardère a donné son nom à l'un des studios d'Europe 1.

Avec lui la société se diversifie dans de nouveaux domaines : les automatismes, les télécommunications, l’informatique, la recherche offshore, les transports urbains et surtout l’automobile.
En mai 1977, il devient PDG de Matra. Il conduit une stratégie de croissance ambitieuse. Certaines acquisitions seront de grands succès, d’autres de grands échecs. Parmi ces derniers, les exemples marquants sont : l’acquisition de la société EMO en 1975 qui fabriquait des postes de télévision en couleur, dont les pertes importantes mettront en danger la société mère, l'acquisition de Manurhin, la reprise de Yema et la création du pôle Matra Horlogerie en 1982 ; la reprise de Jaeger en 1979 et de l’activité carburateur de Solex en 1980, qui constitueront un pôle équipement automobile éphémère. À la même époque les nombreux succès assurent la croissance des filiales majeures, Matra Défense, Matra Espace, Matra Communication, Matra Électronique, Matra Sports et Matra Transport.
Après l'élection de François Mitterrand et l'arrivée de la gauche au pouvoir, la société Matra est nationalisée à 51 % en septembre 1981, Jean-Luc Lagardère en reste le PDG, au terme de négociations habiles. Avec l’arrivée de Jacques Chirac à Matignon en mars 1986, il œuvre pour que la privatisation de Matra se fasse au plus vite. Il fonde Arjil & Associés fin 1986 avec des partenaires financiers. Arjil devient le premier actionnaire de MMB (société devenue Lagardère SCA en 1987) : MMB est une société cotée qui tient le capital d’Hachette et qui lève des fonds sur le marché boursier pour entrer en force dans Matra. Elle obtient 6 % de Matra avec le droit d’accroître sa participation. Le groupe allemand Daimler-Benz, allié historique, aura 4 % ; GEC a aussi 4 %, la famille Wallenberg et des banques publiques permettant en sus de constituer un noyau détenant au total 22 % du capital. Le krach de Wall Street du 19 octobre 1987 a lieu trois jours après le lancement de l’opération initiale de privatisation et il oblige le gouvernement à la suspendre. Le 27 janvier 1988, l’offre publique de vente est terminée à un prix bas.
En 1992, lors de la vente des Mirages de Taïwan par un groupement réunissant Thomson-CSF, Snecma, Dassault Aviation et Matra, ce dernier réussit lors des négociations à tripler sa part dans le contrat, au détriment de ses partenaires. Le président de Thomson, Alain Gomez cherche alors à faire payer Matra. Il monte l’opération « Couper les ailes de l'oiseau » qui à coup de guérilla judiciaire aboutit à une haine tenace entre les états-majors des deux entreprises.
En 1996, le gouvernement français souhaite privatiser Thomson dans une « logique européenne ». Candidat, Matra noue alors des annonces avec le britannique General Electric Company et l’allemand DASA. Auparavant, Matra et British Aerospace avaient mis en commun leur activité missile tactique avec la création de Matra BAe Dynamics (qui est à l’origine de MBDA. Bien que Thomson soit repris par Alcatel, c'est Jean-Luc Lagardère qui est l’origine de la consolidation des industries de la Défense. En effet, en 1999 Matra fusionne avec l’Aérospatiale lors de sa privatisation, avec Jean-Luc Lagardère à sa tête. Un an plus tard, Aerospatiale Matra forme avec l’allemand DASA et l’espagnol CASA le groupe EADS.

### Hachette
Jean-Luc Lagardère ne parvient pas à prendre le contrôle de TF1 lors de sa privatisation en avril 1987, l’offre du concurrent, le groupe Bouygues, ayant été choisie. Pour prendre place dans le monde de la télévision, via Hachette qu’il contrôle depuis 1980, il entre en mars 1990 au capital de La Cinq initialement détenue par Robert Hersant, Silvio Berlusconi et Jérôme Seydoux. Il en prend le contrôle total et l’opération se termine par la liquidation de la chaîne, qui engloutit tous les fonds propres du groupe.
Jean-Luc Lagardère y voit son « plus grave échec ». La facture totale pour Hachette approche les 6 à 7 milliards. Il est convaincu que la bonne solution pour éviter la faillite et le dépeçage de Hachette passe par la fusion de Matra et de Hachette. Il parvient à ses fins : Matra-Hachette, qui deviendra plus tard Lagardère SCA, est créée. Pour bénéficier d’une réduction d’impôt considérable sur ses bénéfices futurs, c’est Hachette qui absorbe juridiquement Matra. Grâce au statut de société en commandite par actions, Jean-Luc Lagardère conserve le contrôle de la gestion avec quelque 10 à 13 % des actions. Mais, comme associé gérant à titre personnel, il est responsable du passif sur ses biens propres. Son fils unique Arnaud est désigné comme son successeur.
Il est également très influent dans la presse, étant propriétaire d'Europe 1, de Paris Match, du Journal du Dimanche, de dizaines d'autres magazines et d'une grosse portion de la presse régionale. La possession d'un groupe de presse est, selon lui, « capital pour décrocher des commandes » (déclaration faite en août 1996).

### Sport

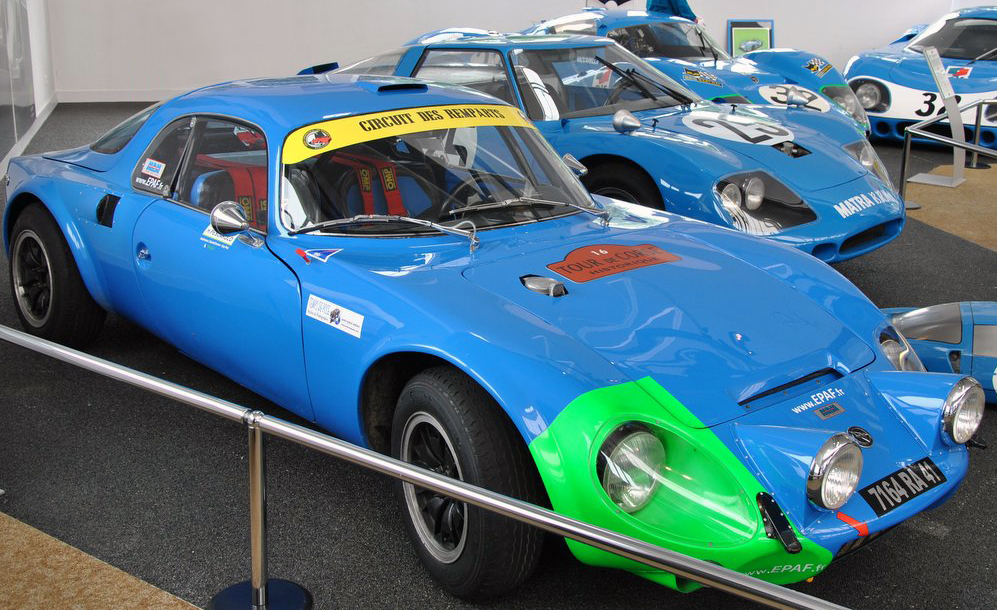
Matra 610 Coupé Napoléon.

Jean-Luc Lagardère est passionné par le sport et par la compétition. Il sponsorise l’équipe de football du Racing Club de Paris. Il fait de Matra un constructeur automobile intervenant dans les voitures de sport (Djet, Aerodjet), en partenariat avec Simca (530, Bagheera, Murena, etc.) et la compétition automobile au plus haut niveau de 1965 à 1974 (champion du monde de F1 en 1969 et trois fois victorieux des 24 Heures du Mans).
Passionné aussi par les courses hippiques, il reprend la fameuse écurie de courses de François Dupré, son haras à Pont-d'Ouilly et ses couleurs (casaque grise, toque rose). L'écurie Lagardère compte jusqu'à 220 éléments en comptant les chevaux à l'entraînement et ceux consacrés à la reproduction. Il connaît dans ce domaine un succès certain, aussi bien en tant qu'éleveur (grâce à son étalon Linamix, en son temps l'étalon le plus cher de France), qu'en tant que propriétaire, remportant notamment le Prix de l'Arc de Triomphe avec Sagamix en 1998. Depuis 2003, le prix Jean-Luc Lagardère lui rend hommage. Il exerce par ailleurs des fonctions institutionnelles dans les courses, en dirigeant la société France Galop, qui organise les courses en France. À sa disparition, son élevage passe dans le giron de l'écurie Aga Khan.

### Disparition
Le 27 février 2003, il est opéré de la hanche à la clinique du Sport à Paris. Huit jours après, il dîne avec sa femme Bethy et des amis, le couturier Emanuel Ungaro et Marie-Laure de Villepin, l’épouse de Dominique de Villepin, alors ministre des Affaires étrangères. Le lendemain, il est retrouvé dans le coma par sa femme, sur le sol de sa chambre à coucher. Après quelques jours en réanimation, il meurt à l’hôpital Lariboisière à Paris. Le diagnostic annoncé par le chef de service, le Pr Didier Payen, est une encéphalomyélite aiguë auto-immune, un cas rarissime.
Jean-Louis Gergorin, directeur de la coordination stratégique chez EADS, envisage initialement, comme les proches de Lagardère, une maladie nosocomiale, d'autant que la clinique où il a été opéré a été accusée par le passé de négligence et a fait l'objet de plusieurs plaintes à la suite de graves infections nosocomiales qui ont viré au scandale sanitaire. Alors que l'autopsie évoque une congestion cérébrale et que l'enquête judiciaire conclut à une mort naturelle, Gergorin considère par la suite que la mafia russe a assassiné le patron de Matra en empoisonnant son sang, une technique souvent utilisée, selon lui, par les services secrets russes, qui ont coutume d’introduire un staphylocoque dans le sang.
Jean-Luc Lagardère est inhumé au cimetière d'Ouilly-le-Basset, près de son haras.

### Vie privée
Jean-Luc Lagardère épouse en 1958 Corinne Levasseur, une jeune femme issue de la riche bourgeoisie parisienne, sœur par alliance de Colette Duhamel-Gallimard et de Nadine Bolloré, nées Rousselot (par le mariage de leurs parents, Georges Rousselot et Marie-Edmée Gillot, ex-Levasseur), et demi-sœur d'Aliette Levasseur, l'épouse du dirigeant du joaillier Mauboussin, Patrick Goulet-Mauboussin. En mars 1961 naît leur fils, Arnaud, que Corinne Lagardère initie au monde de l'équitation, des courses et de l’élevage de purs-sangs. Jean-Luc et Corinne Lagardère divorcent en 1975.
En 1978, il fait la connaissance d'Elisabeth Pimenta Lucas (née le 29 mars 1949), mannequin chez Ungaro, surnommée Bethy. Elle est née dans une famille de propriétaires terriens de l'État de Minas Gerais au Brésil. Ils se marient le 30 août 1993 après quinze ans de vie commune. Jean-Luc et Bethy Lagardère étaient de proches amis de Bernadette Chirac.
Au décès de Jean-Luc Lagardère, en 2003, Bethy Lagardère hérita de 25 % de la fortune de son mari, selon la loi, soit près de 80 millions d'euros,.

### Documentaire
- Denis Robert et Gilles Cayatte (ill. Fabrice Héron), Jean-Luc Lagardère, mortelle épopée, Nord-Ouest Documentaires et Nord-Ouest Films, coll. « Affaires d'État/Etranges affaires », Documentaliste audiovisuel diffusé la première fois sur France 3 le 15 juillet 2015